# Šedovníček horský
Šedovníček horský (Gesneria centuriella) je druh nočního motýla z čeledi travaříkovití (Crambidae).

## Popis
Rozpětí křídel se pohybuje mezi 20 až 30 milimetry. Přední pár křídel je zbarven do kouřově šedé až tmavě hnědé. Zadní pár je kouřově šedý se širokým tmavším lemem a tmavou skvrnkou uprostřed křídel.

## Rozšíření
Šedovníček horský je boreomontánní holarktický druh, který je rozšířený v horských a severských lesích od Evropy na východ až k Japonsku. Vyskytuje se i v Grónsku a v Severní Americe. Ve střední Evropě je známý z horských lesů Alp, vysokých Sudet a Karpat. 
V roce 2018 v Přírodní rezervaci Makyta v Huslenkách byl po více než sto letech potvrzen výskyt pro Moravu. Do té doby byly poslední známé kusy odchyceny před rokem 1900 v masívu Králického Sněžníku a Hrubého Jeseníku. Nedatovaný nález z poloviny 20. století je hlášený také ze slovenské části Veľké Javoriny na slovensko-moravském pomezí. V Čechách byl historický výskyt udáván pouze v Krkonoších a nyní je tam nezvěstný. 

## Poddruhy
- Gesneria centuriella centuriella
- Gesneria centuriella beringiella Munroe, 1972
- Gesneria centuriella borealis (Duponchel, 1835)
- Gesneria centuriella caecalis (Walker, [1859])
- Gesneria centuriella ninguidalis (Hulst, 1886)